# Triacontanol
Le triacontanol est un alcool gras de formule générale C30H62O, également connu sous le nom d'alcool melissylique ou d'alcool myricylique.
On le trouve dans les cires cuticulaires des plantes et dans la cire d'abeille.
Le triacontanol est un facteur de croissance pour de nombreuses plantes, notamment les roses, chez lesquelles il augmente rapidement le nombre de cassures basales. Il est un régulateur naturel de la croissance des plantes. Il a été largement utilisé pour améliorer le rendement de diverses cultures à travers le monde, principalement en Asie.
Le triacontanol a été signalé comme augmentant la croissance des plantes en améliorant les taux de photosynthèse, la biosynthèse des protéines, le transport des nutriments dans une plante et l'activité enzymatique, en réduisant les glucides complexes parmi de nombreux autres objectifs.
Cet alcool gras semble augmenter l'efficacité physiologique des cellules végétales et renforcer le potentiel des cellules responsables de la croissance et de la maturité d'une plante.

## Histoire
Le triacontanol a été isolé pour la première fois en 1933 à partir de la cire de luzerne.
Il a été identifié comme un alcool primaire saturé à chaîne linéaire.
Le triacontanol est présent dans diverses espèces végétales comme composant mineur de la cire épicuticulaire.
Dans le blé, le triacontanol représente environ 3 à 4 % de la cire des feuilles.
Les effets du triacontanol peuvent également être observés lorsqu'un plant de luzerne haché est placé à proximité des semis et de diverses graines de culture.
Une augmentation substantielle du rendement des plantes et de leur croissance a été observée chez différentes plantes, comme le concombre, la tomate, le blé, le maïs, la laitue et le riz,.

## Caractéristiques
Le triacontanol ne réagit pas de la même manière chez toutes les espèces végétales.
Les effets du triacontanol varient en termes de photosynthèse et de manipulation des rendements selon les espèces végétales.
Chez les plants de tomates, le traitement au triacontanol augmente le poids des feuilles sèches et inhibe la photosynthèse de 27 % dans les feuilles sèches, alors que chez les plants de maïs, il n'y a pas de changement dans la photosynthèse, qu'ils soient traités au triacontanol ou non.
Bien que l'effet de base du traitement des plantules de diverses espèces végétales soit une augmentation de la croissance des plantes, de la photosynthèse et du rendement des cultures, les effets du triacontanol ne sont pas les mêmes pour toutes les espèces végétales.
Certaines présentent ces symptômes alors que d'autres ne réagissent pas au traitement au triacontanol.
Différentes études révèlent que les effets du triacontanol diffèrent selon la quantité de triacontanol utilisée pour traiter la plante. Une dose beaucoup plus élevée de triacontanol pourrait également avoir des effets indésirables sur la croissance d'une plante.
Il a été signalé que le triacontanol augmente la productivité de certaines plantes qui ont des propriétés thérapeutiques. En outre, les effets du Triacontanol sont observés dans la production d'opium et de morphine.

## Fonctionnalité
De nombreuses sociétés fabriquent du triacontanol synthétique pour améliorer le rendement des cultures et leur résistance aux parasites.
Le triacontanol améliore le taux de division cellulaire dans une plante, ce qui produit des racines et des pousses plus grandes. Il a été démontré que si le triacontanol est appliqué pendant la période de croissance maximale d'une plante en quantité appropriée, il améliore l'activité enzymatique dans les racines et la fonctionnalité des hormones, augmentant ainsi la performance globale de la plante.
Le triacontanol fonctionne essentiellement en améliorant la fonctionnalité de base de la plante, comme l'augmentation du taux de photosynthèse et la production de plus de sucre ou de glucose.
Lorsque la photosynthèse fonctionne bien dans une plante, celle-ci produit plus de sucres et absorbe plus de lumière solaire. La plante envoie alors plus de sucres à la rhizosphère via le système racinaire où la croissance, la respiration et l'échange de nutriments ont lieu à proximité du sol.
La disponibilité de plus de sucres conduit à plus de respiration et d'échange de nutriments entre les plantes et les micro-organisme dans le sol.
Lorsque les microbes reçoivent plus de sucres de la plante, cela augmente l'activité microbienne dans la zone racinaire et ils sont plus efficaces dans l'extraction des nutriments comme dans le cas de la fixation de l'azote. Ces micro-organismes tracent en particulier les nutriments essentiels pour le sol. Ces nutriments sont ensuite utilisés par les plantes pour construire des nutriments et des composés plus complexes essentiels à sa croissance rapide et à sa défense contre certains autres microbes.
Ces composés complexes maximisent le rendement de la culture. Dans l'ensemble, malgré les autres avantages d'une quantité adéquate de triacontanol, le simple fait d'améliorer la photosynthèse augmente l'efficacité de la plante à bien des égards.

## Synthèse du triacontanol
Il existe plusieurs voies chimiques par lesquelles le triacontanol peut être synthétisé artificiellement. Une méthode comprend un composé organique, l'anhydride succinique (en), et un acide carboxylique, l'acide docosanoïque, qui ont été utilisés pour fixer les différentes chaînes de carbone (C4 et C22) sur les positions 2 et 5 du thiophène, via deux séquences d'acylation. Ensuite, le thiophène substitué en 2 et 5 est mis à réagir pour la désulfuration en utilisant le nickel de Raney. Il produit de l'acide triacontanoïque qui peut être réduit avec du tétrahydruroaluminate de lithium (LAH) pour produire du 1-triacontanol.
Une autre méthode de synthèse du triacontanol tire avantage du rendement élevé obtenu avec des composés facilement disponibles ou réalisables, comme le 1-octadécanol ou alcool stéarylique et 1,12-dodécanediol. Par un transfert de phase, le 1-octadécanol est converti en octadécanal. D'autre part, le 1,12-dodécanediol passe par la bromation à transfert de phase et réagit ensuite avec le bromure de 1-hydroxy-12-triphénylphosphonium. Une réaction de Wittig entre les deux produits donne un composé intermédiaire qui est hydrogéné pour donner le triacontanol.

## Effets physiologiques sur certaines espèces végétales

### Plants de cacao
Les plants de cacao (Theobroma cacao L.) montrent une croissance positive en termes de longueur de la plante et de taille des feuilles lorsqu'ils sont traités au triacontanol. Dans une étude, les plantules de cacao recevant une quantité appropriée de triacontanol, ont conduit à une augmentation de la taille des feuilles, de la longueur de la plante, du nombre de feuilles ainsi que du diamètre de la tige du cacaoyer, ce qui est dû à la biosynthèse de métabolites secondaires qui modifient la physiologie et la biochimie des plantes.
Le traitement du plant de cacao avec une quantité excessive de triacontanol a conduit à une inhibition de la croissance de la plante et à des effets néfastes sur la physiologie de la plante.
L'apport de triacontanol augmente rapidement la réponse morphogénétique de la plante pendant le processus d'embryogenèse.
Cette réponse accrue conduit à une augmentation de la division cellulaire et de la croissance cellulaire par les régulateurs de croissance. De plus, elle conduit également à une augmentation des pousses et des racines de la plante.
L'ensemble du processus résulte de la formation de nouvelles protéines de croissance et de développement et de nouveaux ARNm.

### Rhizophora apiculata(Mangrove)
Le traitement au triacontanol de l'hypocotyle du palétuvier a entraîné une augmentation de la croissance des racines et des pousses. L'augmentation du nombre de racines primaires et secondaires, de la longueur des racines, de la hauteur et de la biomasse résulte du traitement au triacontanol. De plus, la réduction de la nitrate réductase ainsi que l'augmentation de la quantité de chlorophylle dans les photosystèmes 1 et 2 ont été observées.
Toutefois, l'augmentation de la concentration de triacontanol a entraîné une diminution de la croissance de la plante. Par conséquent, la quantité de traitement à l'alcool est la force motrice pour l'amélioration des résultats.

### Cultures cellulaires in vitro
Le triacontanol augmente également la croissance d'une cellule in vitro en augmentant le nombre de cellules dans la culture. Cela peut être attribué à l'augmentation de la formation de protéines et à la division cellulaire rapide induite par le triacontanol.
La croissance de la culture cellulaire in vitro a été réalisée avec diverses espèces de plantes pour observer les effets du triacontanol.
Des effets similaires du triacontanol peuvent être observés avec une variété de plantes comme le riz, le blé, le maïs, le concombre, et bien d'autres encore.